# Тулліо Баралья
Тулліо Баралья (італ. Tullio Baraglia, 21 липня 1934 — 23 листопада 2017) — італійський академічний веслувальник.
Срібний призер Олімпійських Ігор 1960 року в складі розпашної четвірки без стернового, бронзовий призер 1968 року в складі розпашної четвірки без стернового.
Чемпіон Європи 1961 року в складі розпашної четвірки без стернового.